# 1,2-辛二醇
1,2-辛二醇（英語：1,2-Octanediol，也被称为辛甘醇）是一种二醇，化学式为C6H13CHOHCH2OH，白色蜡状固体，是许多面霜和软膏的常用成分，在其中用作皮肤调理剂，还应具有一定的抗菌能力。它可由1-辛烯的氧化反应制得。